# Montigny-lès-Cormeilles
Montigny-lès-Cormeilles é uma comuna francesa, situada no departamento de Val-d'Oise, na região de Ilha de França.
Assim como os de Montigny-le-Bretonneux no departamento de Yvelines, seus habitantes são chamados Ignymontains e Ignymontaines.

## Geografia

### Localização e comunas vizinhas
O município tem uma área de 407 hectares, sendo 10 hectares de florestas ou em desenvolvimento. Os municípios limítrofes são Cormeilles-en-Parisis, La Frette-sur-Seine, Franconville, Herblay, Pierrelaye, Beauchamp e Le Plessis-Bouchard.
A velha vila está localizada na vertente norte /noroeste das buttes du Parisis , que são formadas de marga argilosa e de areias de Fontainebleau. Algumas ruas e caminhos da velha vila têm uma declividade muito íngreme, especialmente na face oeste, que leva até a RD 392.
As vias de tráfego mais importantes que cruzam a comuna são a autoroute A15 (2×3 vias), a estrada departamental 14 que atravessa uma importante área comercial, a Patte d'Oie d'Herblay, e a estrada departamental 392.
Duas estações SNCF servem a cidade : a estação de Montigny - Beauchamp (Réseau Nord e RER C) e a de La Frette - Montigny (Réseau Saint-Lazare).

## Toponímia
O nome da cidade é atestado na forma Montigneium juxta villam de Cormellis em 1200, Montiliacus, Montiniacus, Montignacum em 1207 ao século XIII.
Albert Dauzat e em seguida Ernest Nègre atribuem a mesma origem a todas as Montigny, que viriam de uma mesma forma *Montaniacum : o nome de pessoa romano *Montanius o qual o associam ao sufixo de origem gaulesa -acum. Ele seria, portanto, o nome de um campo agreste da antiga Gália, e a primeira certificação de Montigny-lès-Cormeilles remonta ao ano de 862 na forma Montiniacus. Mesma opinião de Marie-Thérèse Morley que incluem o nome de Montigny-les-Cormeilles. O fato de saber se tal ou tal *Montaniacum é formado sobre uma antropônimo ("domínio de Montanius") ou em um nome comum ("domínio montanhoso"), um e outro derivado de mons pode contudo ser uma fonte de discussão. O fato de que a velha vila está localizada na Butte de Cormeilles (por vezes referida como La Montagne), é um elemento a ser levado em conta, e Michel Roblin vê isso como um derivado do latim montanea "montanha", seguido pelo sufixo -acum no sentido locativo que ele tem na origem.
A ligação lès significa "perto de", e se refere a Cormeilles-en-Parisis, que é a sede do cantão de Montigny-lès-Cormeilles. O elemento Cormeilles quanto a ele é derivado do nome de cormier (sorva), uma árvore muito comum na montanha chamada apropriadamente de "Butte de Cormeilles".

## História
Carlos Magno cedeu Montigny à abadia de Saint-Denis que manteve a propriedade até a Revolução.
Montigny tem sido uma fonte de inspiração para alguns artistas, por exemplo, Jean-Baptiste Camille Corot, que pintou o hôtel Corot (hoje um espaço concebido para acolher exposições), situado na praça da igreja, ou Maurice Utrillo.

## Cultura e patrimônio

### Lugares e monumentos

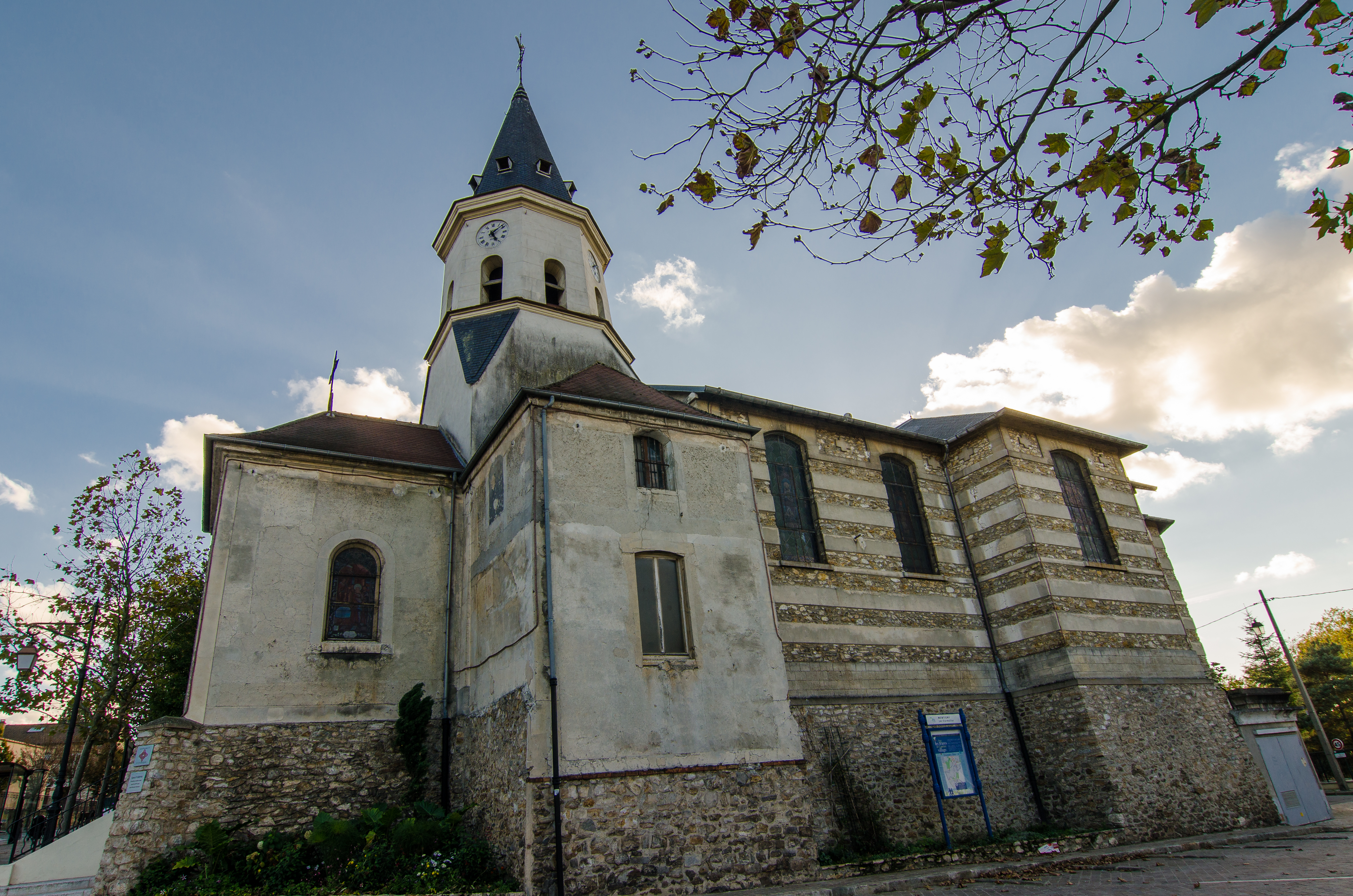
A Igreja De Saint-Martin.

Nenhum monumento histórico classificado ou inscrito está presente no território municipal.
- Igreja Saint-Martin : A igreja primitiva de Montigny foi construída em 1710 no mesmo local, mas já ameaçava a arruinar em meados do século XIX. Uma nova igreja foi construída e concluída em 1898, de acordo com os planos desenhados por Marcel Lambert, arquiteto-chefe do domínio de Versalhes e dos Trianons. Apenas a torre do sino do século XVIII foi preservado, que tem a particularidade de ser octogonal[9].
- Manoir Plisson, rua Fortué-Charlot: esta villa do final do século XIX abriga a prefeitura desde 1939.
- Maison du Coq Hardi, situado perto do bairro de La Croix Blanche, e que apresenta sob o telhado a pintura de um galo esmagando uma serpente.
- Belas casas do arquiteto Henri Lecoeur (1867-1951), construídas por volta de 1920 a Predefinição:N° rue de la Halte, e as Belas-Isloise a Predefinição:N° rue du Panorama.